# Castello dell'Aljafería
Il castello dell'Aljaferia (in arabo قصر الجعفرية ‎?, Qaṣr al-Jaʿfariyya, "il palazzo di Jaʿfar") è un palazzo fortificato costruito durante la seconda metà del IX secolo nella città spagnola di Saragozza. In origine adibito a residenza della dinastia dei Banu Hud durante l'epoca di al-Muqtadir, la residenza riflette lo splendore raggiunto dalla taifa di Saragozza all'apice della sua grandezza. Il palazzo è attualmente sede delle Cortes de Aragon, il parlamento regionale della comunità autonoma d'Aragona.
Sono distinguibili, nella struttura architettonica, i vari interventi compiuti nel corso dei secoli: il palazzo islamico, il palazzo cristiano-medioevale, il palazzo dei Re cattolici e infine le ristrutturazioni e ampliamenti effettuati in epoca moderna e contemporanea.

## Storia

### Il palazzo islamico
La struttura costruita durante l'occupazione islamica della Spagna, dalla dinastia dei Banu Hud, rappresenta l'unica testimonianza dell'architettura araba durante l'epoca dei Regni Taifa. Per la sua ottima conservazione può essere paragonata alla Grande moschea di Cordova (X secolo) e all'Alhambra di Granada (XIV secolo).
La struttura conserva parte delle sue mura originali, a pianta quadrangolare e rinforzate da torrioni semicircolari, ai quali si aggiunge la grande torre del Trovador, a forma di prisma, la cui zona inferiore è del IX secolo ed è considerata la più antica di tutta la fortezza. La torre deve il suo nome a un dramma romantico di Antonio García Gutiérrez del 1836 dal quale venne successivamente tratto Il trovatore di Giuseppe Verdi (1853).
Questa costruzione ospita nella sua parte centrale un edificio residenziale che risponde al modello islamico di palazzo di influenza omayyade, come i palazzi musulmani costruiti nel deserto.
Il palazzo taifale presenta uno schema composto da un patio a base rettangolare, all'aperto con una alberca (vasca, fontana) sul lato sud e di seguito due portici laterali con veri archi dalle linee poliovalate.
Sul fondo sono delimitate varie zone adibite un tempo ad uso privato e per cerimonie.
Nel portico nord si trova una moschea a pianta ottagonale di piccole dimensioni, al cui interno si osserva una ricca decorazione con i tipici motivi ataurique.
Tutte le opere sono state realizzate nella seconda metà dell'XI secolo sotto il mandato dell'Emiro Abū Jaʿfar Ahmad ibn Hūd, detto al-Muqtadir, e proprio dalla sua kunya Abū Jaʿfar deriva il nome spagnolo "al-Jaʿfariyya" ("di Jaʿfar").

### Il palazzo cristiano medievale e dei Re cattolici
Dopo la riconquista di Saragozza da parte di Alfonso I il Battagliero nel 1118, il palazzo diventò la residenza di molti monarchi aragonesi, i quali fecero successive opere di ampliamento e modifica. Tra le strutture aggiunte nel periodo medioevale (XII-XIV secolo) e che sono alcuni dei principali esempi d'arte mudéjar aragonese, si annoverano: la chiesa di San Martino, la cosiddetta "alcova di Santa Isabella", la cappella di San Giorgio, la sequenza di archi ad ovest del patio di Santa Isabella e le sale del palazzo in stile mudéjar di re Pietro IV il Cerimonioso, decorate da alfarjes (tetti lignei).
Durante il regno dei Re Cattolici, una parte dell'Aljaferia fu destinata ad ospitare la sede locale del Sant'Uffizio (1486). Successivamente, fra il 1488 e il 1495 vennero compiuti alcuni significativi interventi sull'Aljaferia. Venne infatti eretto un secondo piano su un'ala del palazzo e aggiunta una maestosa scalinata di accesso al corpo principale dell'edificio.

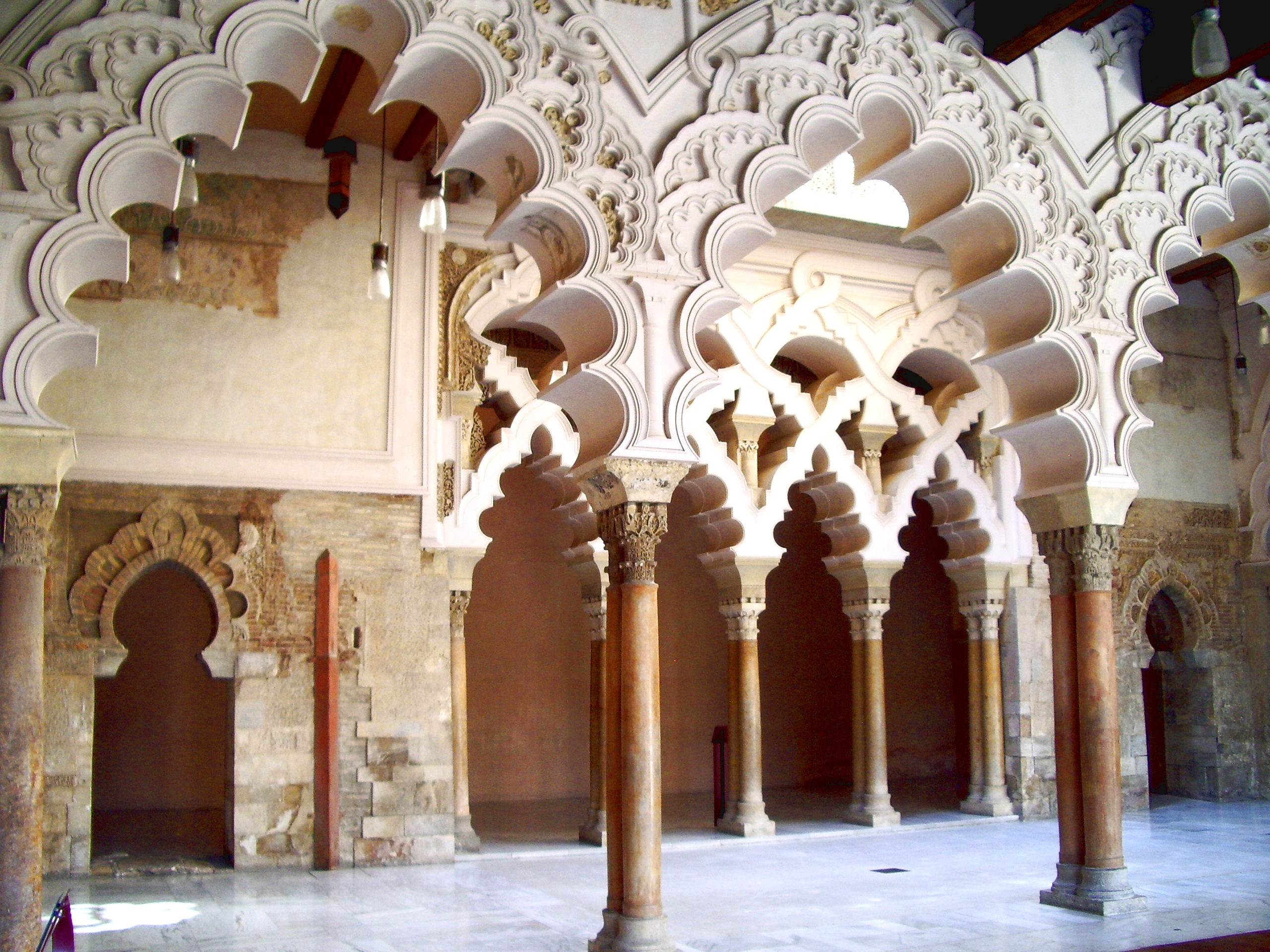
Interni dell'Aljafería

### L'epoca moderna e contemporanea
Alla fine del Cinquecento Filippo II volle trasformare l'Aljaferia in fortezza, rafforzando il carattere castrense che il palazzo aveva sempre avuto. Vennero utilizzati per l'occasione i servigi dell'architetto e ingegnere italiano Tiburzio Spannocchi approfittando della sua presenza in Aragona in qualità di progettista e sovraintendente reale per la costruzione della cittadella di Jaca (1592). Tale decisione fu presa dal sovrano spagnolo a seguito dell'assalto della popolazione saragozzana all'Aljaferia in segno di protesta per la soppressione di alcuni antichi privilegi di cui aveva fino ad allora goduto la Corona d'Aragona. Spannocchi provvide a far edificare quattro baluardi, un fossato di protezione della larghezza di circa venti metri che circondava la fortezza e alcuni alloggi militari destinati alla guarnigione che vi era stanziata. Furono questi gli ultimi lavori di una certa importanza che vennero realizzati prima del gran restauro operato negli anni ottanta e novanta del Novecento (e terminati nel 1998) per adibire l'Aljaferia a sede del Parlamento aragonese.